# Арукас
Арукас (ісп. Arucas) — муніципалітет в Іспанії, у складі автономної спільноти Канарські острови, у провінції Лас-Пальмас, на острові Гран-Канарія. Населення — 36 745 осіб (2010).
Муніципалітет розташований на відстані близько 1740 км на південний захід від Мадрида, 8 км на захід від міста Лас-Пальмас-де-Гран-Канарія.
На території муніципалітету розташовані такі населені пункти: (дані про населення за 2010 рік)
- Арукас: 10272 особи
- Баньядерос: 1838 осіб
- Кардонес: 4289 осіб
- Лос-Кастільйос: 736 осіб
- Хуан XXIII: 1757 осіб
- Лос-Порталес: 1202 особи
- Сан-Андрес: 821 особа
- Сантідад: 8483 особи
- Трапіче: 748 осіб
- Трасмонтанья: 749 осіб
- Вісвіке: 2169 осіб
- Тінокас: 977 осіб
- Ель-Пуертільйо: 1361 особа
- Трес-Барріос: 1343 особи

## Демографія
Динаміка населення (INE ):

## Галерея зображень

Розташування муніципалітету на острові Гран-Канарія
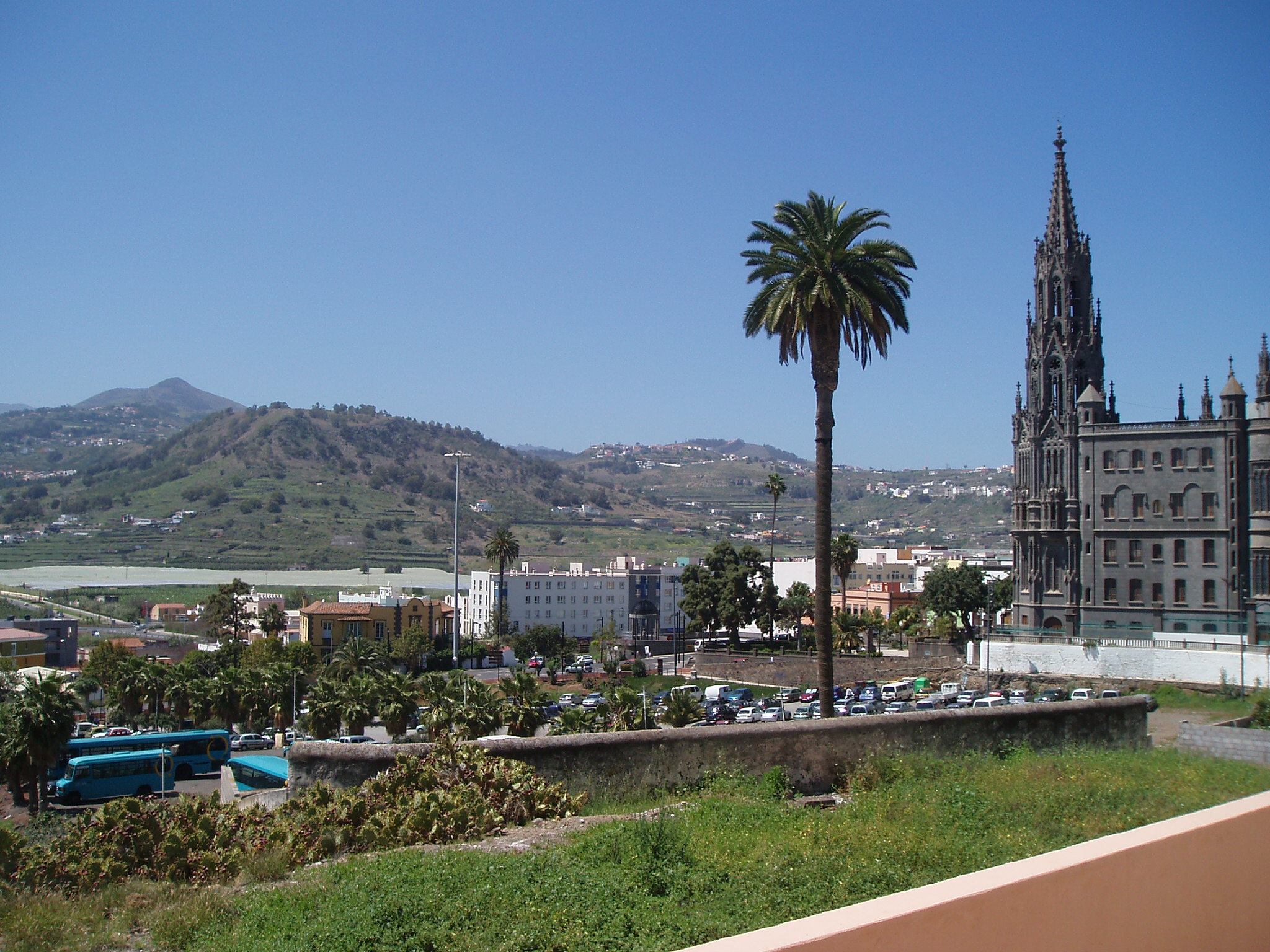
Арукас
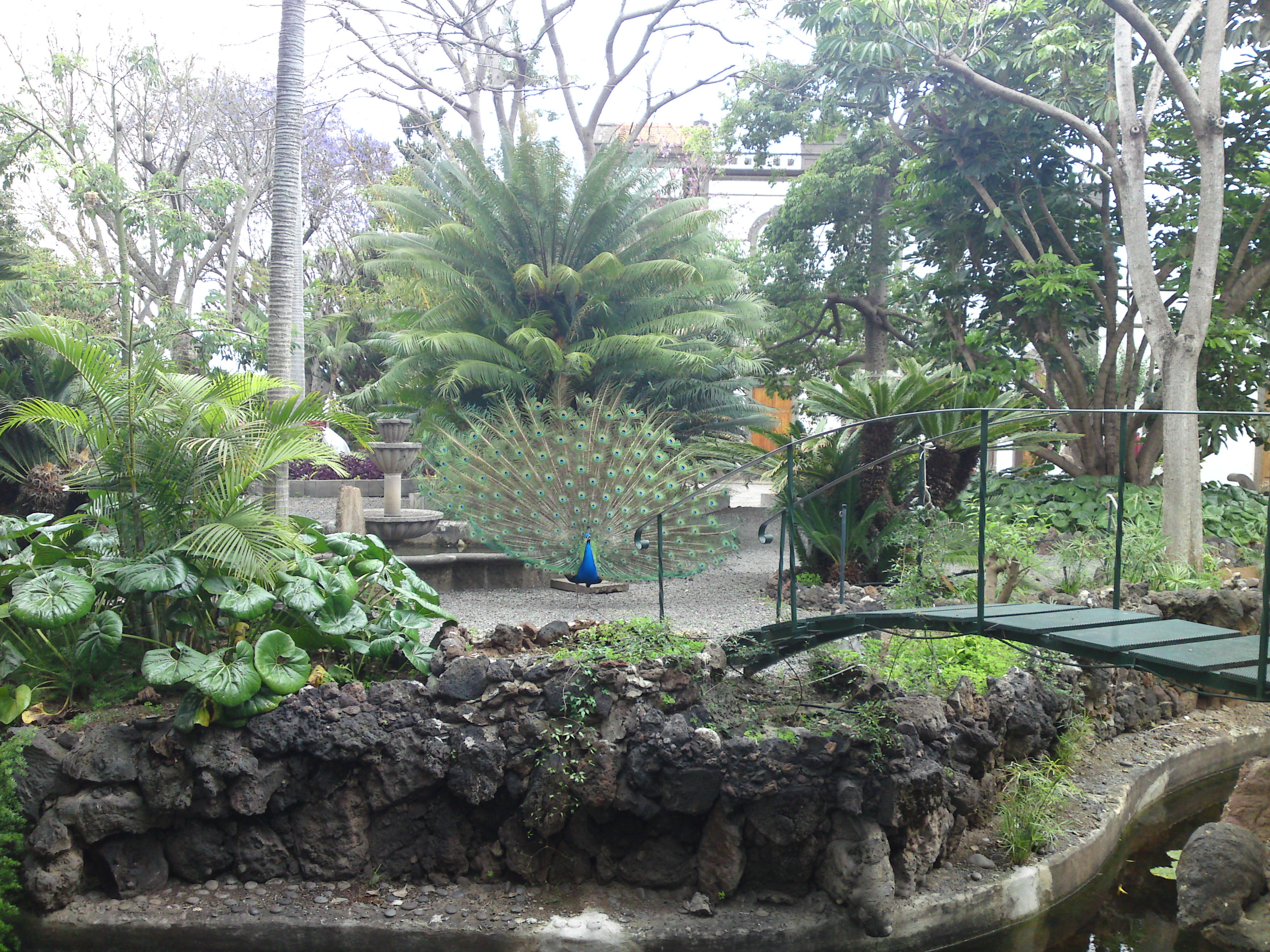
Арукас, ботанічний сад